# Warhorse
Warhorse fue una banda británica de hard rock fundada en 1969 por Nick Simper, el primer bajista de la exitosa banda Deep Purple.

## Historia
Simper dejó Deep Purple en 1969, uniéndose a la banda que acompañaba a Marsha Hunt. Poco después, Simper renovó por completo la banda de Hunt, introduciendo a Ged Peck a la guitarra y a Malcolm "Mac" Poole a la batería. Con el embarazo de Hunt, la banda dejó de dar conciertos, y Simper y Peck reorganizaron la banda llamándola Warhorse. Ashley Holt entró en la banda cubriendo el puesto de vocalista dejado por Marsha; a su vez, se incorporó el teclista Rick Wakeman, quien más tarde formaría parte de la banda Yes. Cuando tan solo habían grabado la primera demo, en abril de 1970, Wakeman dejó la banda, siendo sustituido por Frank Wilson.
Warhorse firmó con el sello discográfico Vertigo, y publicó su álbum de debut homónimo en noviembre de 1970. El primer mánager de la banda fue Ron Hire, originalmente parte de HEC Enterprises, los inversores iniciales de Deep Purple.
La banda comenzó a dar una gira, pero tuvo poco éxito y su álbum no alcanzó las listas. Un single, "St. Louis", fue también publicado, también sin llegar a las listas. En 1971, tras discusiones sobre el estilo del grupo, Peck dejó el mismo y pasó a tocar guitarra clásica, siendo sustituido por Pete Parks.
En junio de 1972, el siguiente álbum de la banda, Red Sea, fue publicado, pero poco después Vértigo rescindió el contrato con la banda. Además, Poole decidió dejar la banda, pasando a formar parte de Gong. La banda continuó, sustituyendo a Poole con Barney James. Wakeman trabajó tanto con Holt como con James en su álbum en solitario, Journey to the Centre of the Earth. El último concierto de Warhorse's tuvo lugar en 1974 en Polhill College, Bedford.
Los integrantes de Warhorse (Holt, Parks, Simper, Wilson y Poole) han tocado juntos en ocasiones posteriores, incluyendo dos reuniones formales en 1985 y 2005 (en este año por el 60.º cumpleaños de Mac Poole).

## Discografía

### Álbumes
- Warhorse (1970)
  - Reeditado en vinilo en 1983 en Reino Unido como Vulture Blood; reed. en CD en 1990, 1999, 2002 y 2008.
- Red Sea (1972)
  - Reeditado en vinilo en 1984 en Reino Unido y en CD en 1990, 1999, 2002 y 2008.

### Recopilatorios
- Outbreak of Hostilities (1983)
- Best of Warhorse (1986)
- The Warhorse Story (1997)

### Sencillos
- St. Louis / No Change (1970) - Alemania y Países Bajos
- St. Louis / Ritual (1970) - Francia